# Márcia Abrahão
Márcia Abrahão Moura (Rio de Janeiro, 10 de novembro de 1964) é geóloga, pesquisadora, professora titular do Instituto de Geociências, e ex-reitora da Universidade de Brasília (UnB). É graduada, mestra e doutora em geologia pela UnB, com doutorado sanduíche na Université d'Orléans e BRGM, na França, e pós-doutorado pela Queen's University, do Canadá.

## Biografia
Márcia Abrahão é filha de Armando da Silva Moura, gaúcho de Passo Fundo (RS), Capitão do Exército brasileiro, e de Josephina Abrahão Moura, carioca. Morou em Brasília nos primeiros anos de vida. Com a transferência do pai para o Rio de Janeiro em 1970, estudou na Escola Municipal Rosa da Fonseca, situada na Vila Militar, onde passou parte da infância.
Em 1987, Márcia Abrahão foi aprovada em concurso para atuar como geofísica na Petrobras, cargo que ocupou até 1988, no Rio de Janeiro e em Mossoró (RN). Casou-se em 1988 com Antonio Luiz Ferreira da Veiga, nascido em Crateús (CE), servidor de carreira da Câmara Federal, também filho de militar do Exército, Coronel Virgílio da Veiga, nascido em Niteroi (RJ), com Lygia Maria Ferreira da Veiga, baiana. Atuou como analista do Banco Central do Brasil de 1992 a 1994, lotada no Departamento da Dívida Pública (DEDIP).
Assinou um manifesto em defesa da soberania nacional e contra as recentes declarações do presidente dos Estados Unidos, Donald Trump, repudiando a tentativa de interferência estrangeira no Judiciário brasileiro e denunciando o caráter político da decisão norte-americana de elevar para 50% a tarifa de importação de produtos brasileiros.

## Pesquisas
Academicamente, tem experiência na área de granitos e mineralizações associadas, em depósitos do Brasil, Cuba, Peru e Colômbia. Atua principalmente nos seguintes temas: metalogenia, hidrotermalismo, inclusões fluidas, isótopos estáveis, petrologia e mineralogia. Leciona na graduação principalmente Cristalografia, Gemologia e Caracterização de depósitos minerais. Na pós-graduação, leciona ou lecionou: Inclusões Fluidas, Granitos e mineralizações associadas e Caracterização e Metalogênese de Depósitos Minerais Hidrotermais. Foi bolsista de produtividade em pesquisa do CNPq. Dentre as atividades de extensão, ministrou curso de identificações de gemas para peritos da Polícia Federal.

## Universidade de Brasília
Na área administrativa, foi sub-chefe do departamento de Mineralogia e Petrologia, coordenadora do curso de graduação em geologia da UnB, coordenadora de extensão e Vice-Diretora do Instituto de Geociências. Exerceu a função de Decana (Pro-Reitora) de Ensino de Graduação da UnB de abril de 2008 a dezembro de 2011, quando coordenou o Programa de expansão da UnB, incluindo criação dos campi de Ceilândia e Gama e a ampliação do campus UnB Planaltina. Foi Diretora do Instituto de Geociências da UnB de fevereiro de 2014 a novembro de 2016.

#### Reitoria
Márcia Abrahão foi eleita a primeira mulher a ocupar a Reitoria da Universidade de Brasília em 2016, com 53,34% dos votos, sucedendo Ivan Camargo. Foi reeleita para um segundo mandato em 2020, permanecendo no cargo até novembro de 2024. Durante o segundo mandato, foi eleita presidente da Associação Nacional dos Dirigentes das Instituições Federais de Ensino Superior (ANDIFES) para a gestão 2023-2024, sendo a primeira vez que o cargo foi ocupado por um(a) reitor(a) da UnB.
Recebeu diversas honrarias, entre elas:
- Diploma de Honra ao Mérito da Polícia Federal, em reconhecimento aos valiosos serviços prestados;
- Ordem do Mérito Bombeiro Militar do Distrito Federal Imperador Dom Pedro II – Grau de Comendador (2017);[12]
- Ordem do Mérito Judiciário Militar do Superior Tribunal Militar – Grau Alta Distinção (2018);
- Ordem do Mérito Brasília, do Governo do Distrito Federal – Grau Grande Oficial (2018);[13]
- Medalha do Mérito Alvorada, do Governo do Distrito Federal (2018);
- Diploma Bertha Lutz, do Senado Federal, por suas contribuições para as causas das mulheres (2019);[14][15]
- Medalha Amigo da Marinha (2019);
- Medalha da Ordem do Mérito Legislativo do Distrito Federal – Grau de Comendador (2021);[16]
- Cidadã Honorária de Brasília, da Câmara Legislativa do Distrito Federal (2024).[17][18]